# Frances O'Brien
Pour les articles homonymes, voir MacCarthy.
Frances "Attie" O'Brien (24 juin 1840 - 5 avril 1883) est une poétesse et romancière irlandaise.

## Biographie

### Jeunesse
Frances Marcella O'Brien est née à Peafield près de Ennis, comté de Clare, le 24 juin 1840. Ses parents sont William O'Brien, un fermier et sa femme Marcella (née Burke-Browne) de Newgrove, comté de Clare. Elle est la deuxième enfant la plus jeune des trois fils et deux filles. Marcella O'Brien meurt à l'âge de 30 ans, alors que ses enfants sont encore jeunes, et William se remarie à une Miss Taylor de Mulpit, comté de Galway. En raison de difficultés financières, la famille O'Brien émigre à New York en 1849. À cause de son asthme, Frances est incapable de se joindre à eux ; elle reste en Irlande avec la famille de sa mère à Newgrove. En raison de sa mauvaise santé, elle n'a pas reçu d'éducation formelle. Elle lit beaucoup et suit les directions de sa tante et du prêtre de la paroisse. Elle devient amie avec Timothy Daniel Sullivan et Matthew Russell, le rédacteur en chef de l'Irish Monthly.

### Premières publications
C'est dans la revue catholique The Irish Monthly que Frances O'Brien publie de la poésie et de la fiction, d'abord sous les initiales "A. O'B." mais aussi sous son surnom de "Attie O'Brien", : en 1878 elle publie dans la revue pas moins de deux nouvelles (One summer by the sea, lost in the moonlight) et 6 poèmes avec les deux signatures. Probatica est l'un de ses premiers poèmes à être publié en 1877.

### Une romancière engagée
Les journaux d'O'Brien révèle qu'elle dévalorisait son écriture, et qu'elle a surtout écrit pour tromper son ennui et pour gagner de l'argent. Quatre de ses romans sont sérialisés dans l'Irish Monthly et le Weekly Freeman, et ont ensuite été publiés sous forme de livres, trois d'entre eux de façon posthume. Deux sont des comédies romantiques représentant la société catholique victorienne en Irlande : The monk's prophecy (1882) et The Carradassan family (1897). Les deux autres romans portent sur la montée de sa sympathie pour les nationalistes et sa colère envers oppression culturelle et politique britannique au travers des thèmes de agraires de la violence : Won by worth (1891) and Through the dark night (1897). O'Brien a également été publiée dans  Tinsleys' Magazine, The Nation, et Jeune Irlande. Elle pensait que son manque de succès sur le marché britannique était dû à la réticence des éditeurs à publier du contenu pour un public catholique, et que les éditeurs irlandais n'aimait pas aborder des questions contemporaines qui étaient pertinentes pour les jeunes lecteurs.
En raison de sa mauvaise santé, O'Brien a été dissuadée de se marier, même si elle a été fiancée à une époque. Fervente catholique, elle a dédié beaucoup de son temps à des œuvres caritatives, en particulier pour les personnes accueillies dans les asiles locaux. Lors d'une visite à Dublin, elle souffre d'un grave épisode d'asthme et meurt le 5 avril 1883. Elle est enterrée à la vieille église de Kildysart, comté de Clare où elle avait vécu la plupart de sa vie. Sa tombe est marquée d'une croix celtique en marbre blanc,. Mme M. J. O'Connell a écrit un récit sentimental et sélectif sur sa vie : Glimpses of a hidden life: memories of Attie O'Brien (1887). L'écrivain Charlotte Grace O'Brien est une parente éloignée.

## Œuvres

### Poésie
- « Probatica » (1877)
- A.O'B, « Thine eyes are dove » (1878), The Irish Monthly, vol.6, p.79 (lire en ligne sur Internet Archive).
- A.O'B, « The stilling of the tempest » (1878), The Irish Monthly, vol.6, p.168-169 (lire en ligne sur Internet Archive).
- A.O'B, « Gethsemane » (1878), The Irish Monthly, vol.6, p.251-253 (lire en ligne sur Internet Archive).
- A.O'B, « Come up hither ! » (1878), The Irish Monthly, vol.6, p.504-505 (lire en ligne sur Internet Archive).
- A.O'B, « Going to play » (1878), The Irish Monthly, vol.6, p.543-544 (lire en ligne sur Internet Archive).
- A.O'B, « A passion flower » (1878), The Irish Monthly, vol.6, p.602 (lire en ligne sur Internet Archive).
- « A rosary of sonnets » 1880), The Irish Monthly, vol.8 (lire sur Internet Archive les parties I p.88-89, II p.147-148 et III p.219-220).
- « a hot day » (1880), The Irish Monthly, vol.8, p.376-377 (lire en ligne sur Internet Archive).
- « An old's man reverie » (1886), publication posthume dans The Irish Monthly, vol. 14, p.314 (lire en ligne sur Internet Archive).

### Nouvelles et romans
- One summer by the sea (1878). Paru par épisodes dans The Irish Monthly, vol. 6 : lire en anglais sur Internet Archive la partie I (p.451-457) et la partie II (p.473-486).
- Lost in the moonlight (1878). Paru par épisodes dans The Irish Monthly, vol.6, p.668-681 (lire en anglais sur Internet Archive).
- The monk's prophecy, a talk (1882). Paru à l'origine en 25 épisodes dans The Irish Monthly, vol.10 (lire en ligne à partir du chapitre I, p. 24 sur Internet Archive).
- Won by worth, a tale (1891). Paru en 22 épisodes dans The Irish Monthly, vol.19 (lire en ligne sur Internet Archive)
- The Carradassan family (1897).
- Through the dark night ; or, thirty years ago (1897). Paru en 46 épisodes dans The Irish Monthly, vol. 25 (lire en ligne les épisodes 1 à 27 sur Internet Archive) et vol.26 (lire en ligne les épisodes 28 à 46 sur Internet Archive).